# Isa (Ukraine)
Isa (ukrainisch Іза; russisch Иза, ungarisch und slowakisch Iza) ist ein Dorf in der ukrainischen Oblast Transkarpatien mit 5200 Einwohnern (2004).

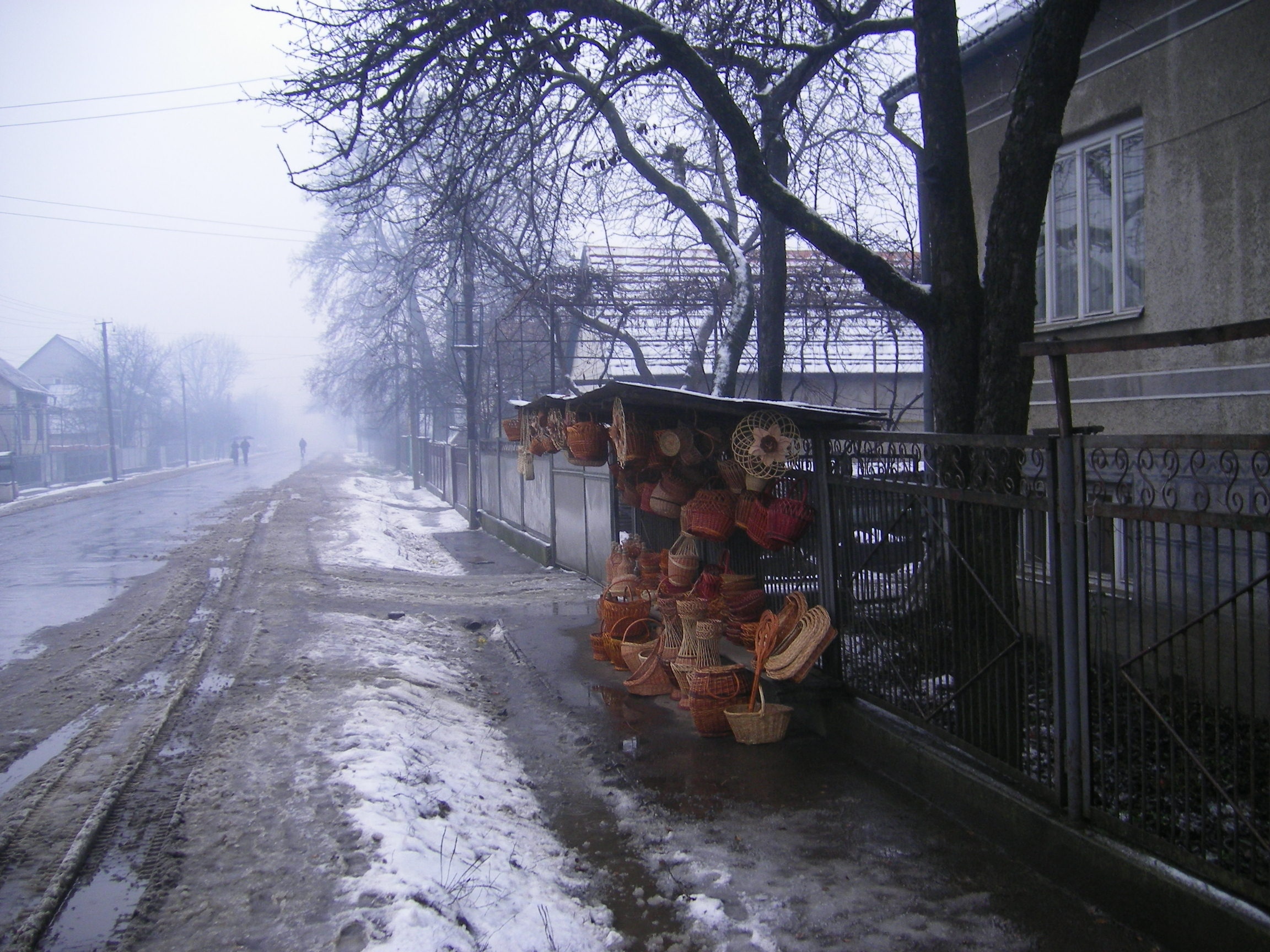
Straße in Isa im Januar 2017

Am 12. Juni 2020 wurde das Dorf ein Teil neu gegründeten Stadtgemeinde Chust im Rajon Chust; bis dahin bildete es zusammen mit dem Dorf Karpowtlasch (Карповтлаш) die Landratsgemeinde Isa (Ізянська сільська рада/Isjanska silska rada).
Das Dorf in der historischen Region Maramureș liegt auf 182 m Höhe am linken Ufer der Rika sowie an der Regionalstraße P–21. Es grenzt im Süden an die Fernstraße N 09 und das Stadtgebiet von Chust. Das Oblastzentrum Uschhorod liegt 110 km nordwestlich vom Dorf.

## Geschichte
Das erstmals 1387 schriftlich erwähnte Dorf gehörte bis 1919 zum ungarischen Teil des Kaiserreichs Österreich-Ungarn. In dieser Zeit stieg die Einwohnerzahl von 1707 Bewohnern im Jahr 1873 auf 2505 Einwohner im Jahr 1900. Nach dem Ersten Weltkrieg kam Isa zur tschechoslowakischen Karpato-Ukraine. Durch Annektierung kam die Ortschaft zwischen 1939 und 1945 erneut an Ungarn. Nach dem Zweiten Weltkrieg wurde Isa 1945 Teil der Ukrainischen SSR innerhalb der Sowjetunion und seit 1991 gehört das Dorf zur unabhängigen Ukraine.